# 合金

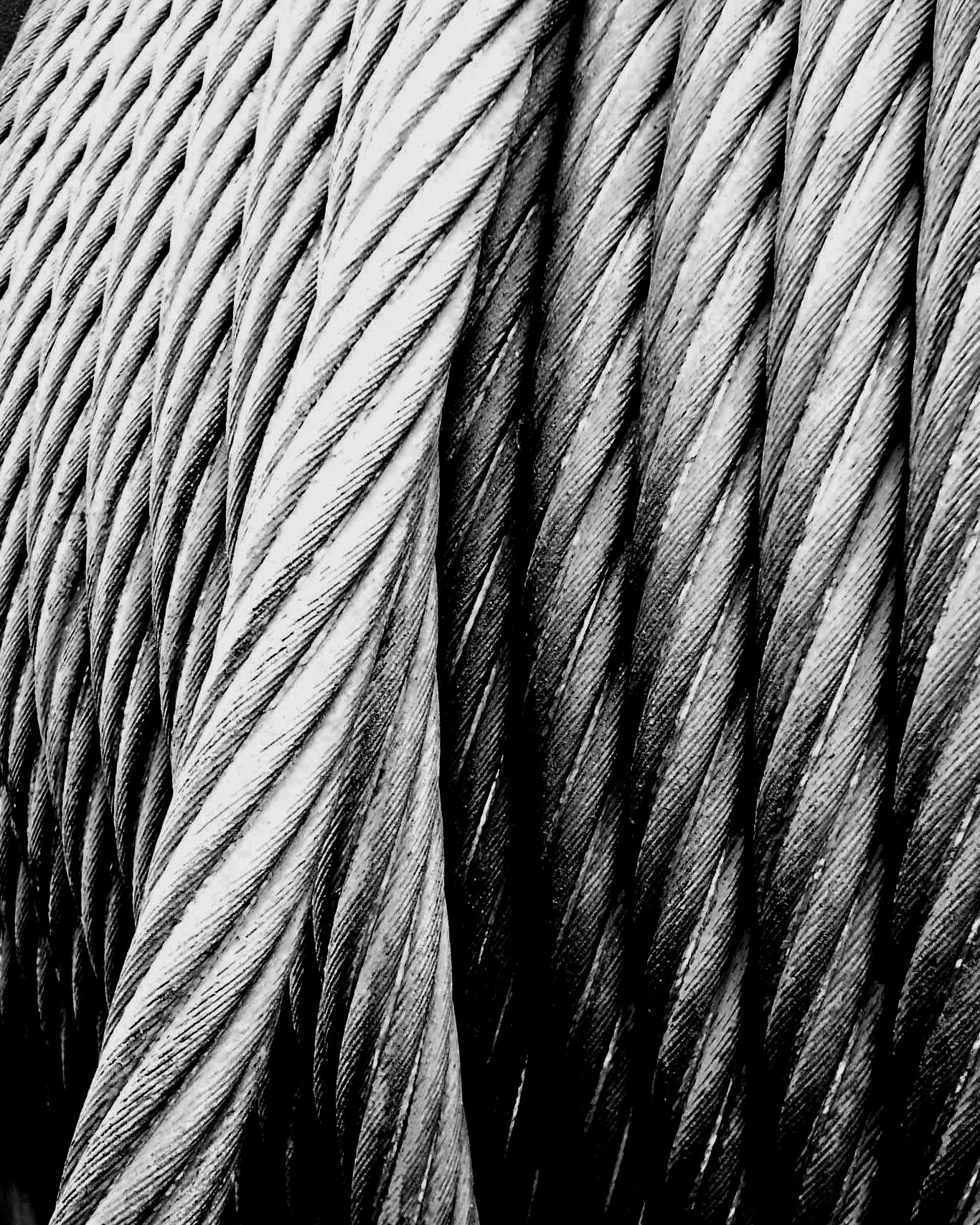
钢是以铁为主要组成元素的合金，其中碳的质量占0.02%到2.04%。

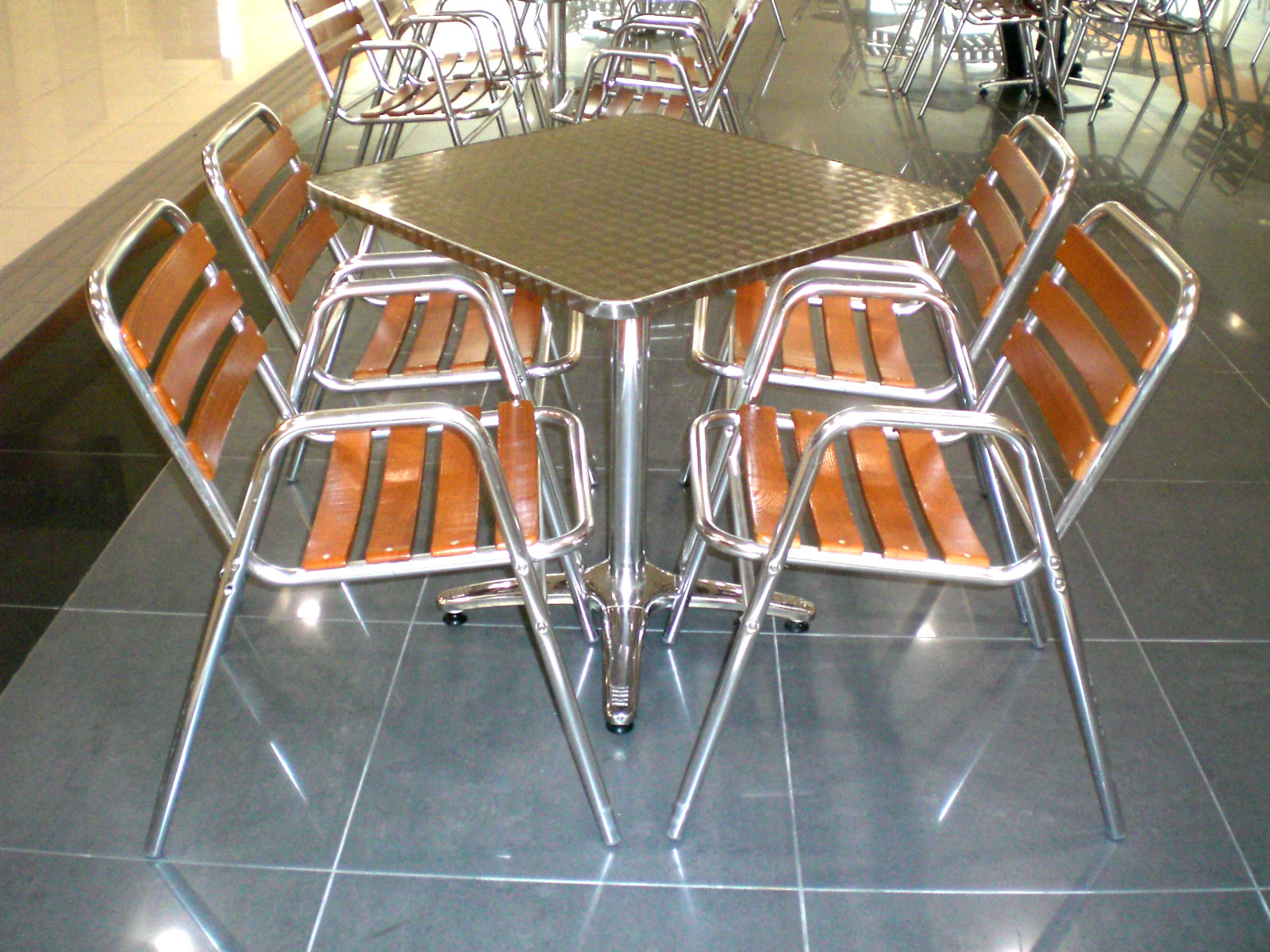
合金桌椅

合金，就是两种或两种以上化学物质（至少有一组分为金属）混合而成具有金属特性的物质，一般由各组分熔合成均匀的液体，再经冷凝而得。
合金至少是以下三種中的一種：元素形成的單一相固態溶液，許多金屬相形成的混合物，金屬形成的金屬互化物。固態溶液的合金其微观结构有單一相，部份為溶液的合金則是有二相或二相以上，其分佈可能是均勻，也可能不均勻，依材料冷卻過程的溫度變化而定。金屬互化物一般會有一種合金或純金屬包在另一種純金屬內。
由於合金一些特性比純金屬元素要好，因此會用在特定的應用中。合金的例子包括鋼、銲料、黃銅、白镴、磷青銅及汞齊等。
合金的成份一般是以質量比例來計算。合金依其原子組成的方式，可以區分為替代合金或间质合金，又可以進一步區分為勻相（只有一相）、非勻相（不止一相）及金屬互化物（兩相之間沒有明顯的邊界）。

## 概述
合金的生成常会改变元素单质的性质，例如，钢的强度大于其主要组成元素铁。合金的物理性质，例如密度、反应性、杨氏模量、导电性和导热性可能与合金的组成元素有类似之处，但是合金的抗拉强度和抗剪强度却通常与组成元素的性质有很大不同。这是由于合金与单质中的原子排列有很大差异。例如合金的熔点通常比组成合金的金属熔点要低是因为各种金属原子半径有所差异，较不易形成稳定的晶格。
少量的某种元素可能会对合金的性质造成很大的影响。例如，铁磁性合金中的杂质会使合金的性质发生变化。
不同于纯净金属的是，多数合金没有固定的熔点，温度处在熔化温度范围间时，混合物为固液并存状态。因此可以说，合金的熔点比组分金属低。参见低共熔混合物。但若合金有其固定的组成，也會有固定的熔点。
常见的合金中，黄铜是铜和锌的合金；青铜是锡和铜的合金，常用于雕像、装饰品和教堂鐘; 鋼則為铁和碳的合金。一些國家的貨幣都會使用合金（如鎳合金）。
合金是一种溶液，固態的溶液特稱為固溶体 。如钢中，铁是溶剂，碳是溶质。
钢是目前为止用量最大，用途最广泛的合金。碳素钢（铁和碳的合金，含碳量为0.03%—2%）中的含碳量越低，钢的韧性越好：含碳量越高，钢的硬度越大。